# Jūi Dolittle
Juui Dolittle (獣医ドリトル?, Juui Doritoru) è un dorama autunnale in 9 puntate della TBS andato in onda nel 2010. Tra i suoi protagonisti si annoverano Shun Oguri, Mao Inoue e Hiroki Narimiya.

## Trama
Kenichi è un eccentrico veterinario soprannominato Dolittle a causa della sua somiglianza caratteriale con il personaggio del Dottor Dolittle; molto bravo e competente nel suo lavoro, ma di carattere difficile: considerato da tutti decisamente maleducato e sarcastico, cerca di pensare al profitto più che svolgere la sua attività come una missione. In qualità di direttore della clinica per animali, si ritrova spesso e volentieri a dover affrontare e tentare di risolvere anche i problemi personali dei loro padroni umani.
Sua assistente preziosa e devota è l'infermiera Asuka; poi c'è Masaru, un affascinante veterinario gentile ed affabile, che ha principi e mentalità completamente opposti a quelli del suo rivale Dolittle. Masaru conduce anche uno show televisivo basato sulla cura degli animali e dimostra sempre d'esser molto appassionato nel suo lavoro, anche se ha però un notevole punto debole: il terrore di affrontare un'operazione chirurgica.
La trama si svolge attorno ai rapporti di lavoro ed amicizia tra questi tre personaggi.

## Guest star
- Mayumi Wakamura (ep. 1, 9)
- Masahiko Nishimura (ep. 1)
- Mahiru Konno (ep. 1)
- Masaki Izawa (ep. 1)
- Taro Omiya (ep. 1, 2)
- Keizo Kanie (ep. 2)
- Takahisa Masuda (ep. 2)
- Ryo Ono (ep. 2)
- Nozomi Ōhashi (ep. 2, 3)
- Katsuhiko Sasaki (ep. 2-5, 9)
- Airi Taira (ep. 3)
- Yasunori Danta (ep. 3)
- Miyako Yamaguchi (ep. 3, 8, 9)
- Gaku Yamamoto (ep. 3, 4, 9)
- Ryoko Kuninaka (ep. 4)
- Atsuo Nakamura (ep. 4)
- Momoka Ishii (ep. 4)
- Ryo (ep. 5)
- Haruko Kato (ep. 5)
- Manabu Hamada (ep. 5)
- Kenta Satoi (ep. 5)
- Yuki Matsushita (ep. 6)
- Kenjiro Ishimaru (ep. 6)
- Takashi Kobayashi (ep. 6)
- Mansaku Fuwa (ep. 6)
- Issei Kakazu (ep. 6)
- Yu Kamio (ep. 6)
- Yumi Shirakawa (ep. 7)
- Tatsuya Hasome - Ken Ishihara (ep. 7)
- Yusei Tajima (ep. 7-9)
- Ayame Misaki (ep. 7-9)
- Jun Matsumoto (ep. 7)
- Kaho (ep. 8)
- Sanae Yuki

## Episodi
La serie è composta in totale da 9 episodi.
| Stagione       | Episodi | Prima TV Giappone | Prima TV Italia |
| -------------- | ------- | ----------------- | --------------- |
| Prima stagione | 9       | 2010              | inedita         |